# Three-Chord Monte
Three-Chord Monte is een ep en de eerste uitgave van de Amerikaanse punkband Pegboy. Het album werd uitgegeven in 1990 als 12-inch vinylplaat en muziekcassette via het platenlabel Quarterstick Records, een sublabel van Touch and Go Records. Het was tevens de eerste uitgave van dit sublabel. De vier nummers verschenen later als bonustracks op de cd-versie van het debuutalbum Strong Reaction (1991).

## Nummers
1. "Through My Fingers" - 4:03
2. "My Youth" - 2:43
3. "Fade Away" - 3:34
4. "Method" - 3:45

## Band
- Larry Damore - drums
- Joe Haggerty - zang
- John Haggerty - gitaar
- Steve Saylors - basgitaar, achtergrondzang